# ساحل علما
ساحل علماهي بلدة لبنانية في قضاء كسروان أحد أقضية محافظة جبل لبنان. تتبع لبلدية جونيه عاصمة القضاء.

## دِين
سكان القرية موارنة يتبعون رعيتين (مار نهرا ومار ضومط) التابعتين لمطرانية جونيه المارونية. وتقيم رعية مار نهرا القداسات في كنيسة مار نهرا الرئيسية، وأحياناً في دير مار جاورجيوس ودير بقلوش.

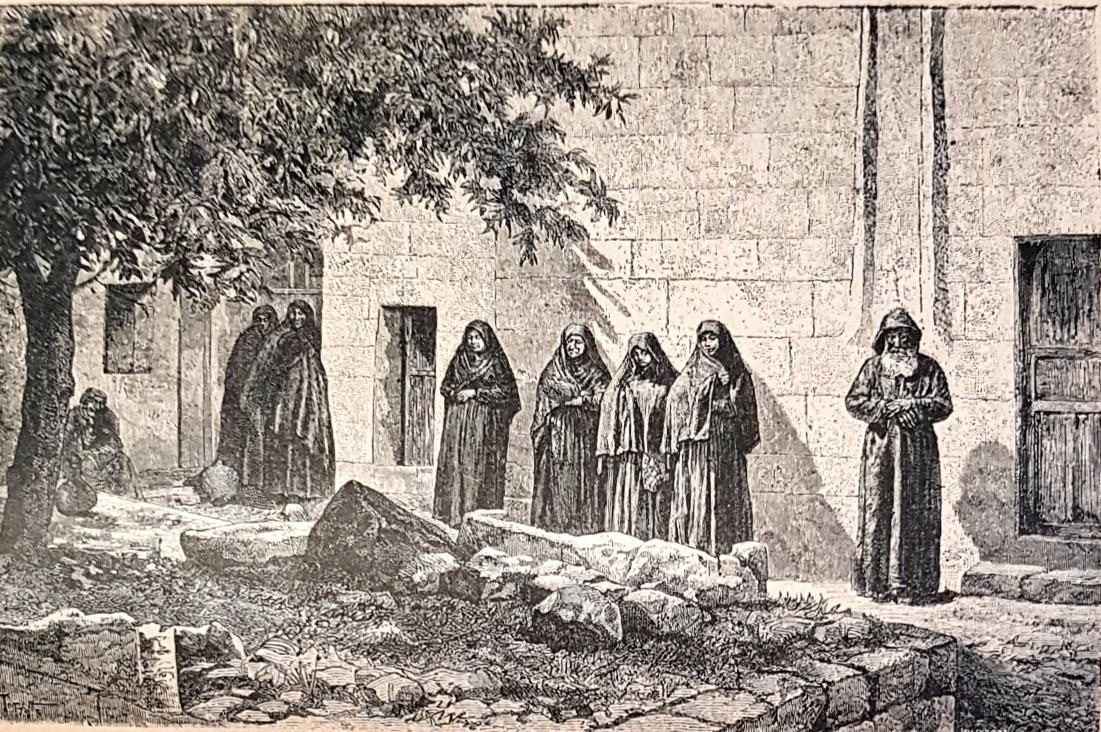
الدير الماروني في ساحل علما ج. القرن التاسع عشر